# Lillienberg
Lillienberg är en svensk adelsätt, stammande från borgmästaren i Eksjö Daniel Johansson Dreffling (död 1683), vars två söner 1705 adlades Lillienberg. Ätten introducerades på svenska riddarhuset 1719.
Johan Georg Lillienberg och Erik Gustaf Lillienberg upphöjdes 1766 till friherrligt stånd. Den förra blev 1778 greve men slöt själv sin ätt. Bland övriga medlemmar märks deras bror Carl Fredrik Lillienberg.  
Den 31 december 2018 var 55 personer med efternamnet Lillienberg folkbokförda i Sverige.